# Silvia Rucks
Silvia Rucks del Bo é uma engenheira em Sistemas de Computação uruguaia que trabalha para o Sistema das Nações Unidas há mais de 36 anos.
Ela atuou como Coordenadora Residente do Sistema das Nações Unidas em Chile entre 2016 e 2021 e desde este último ano ocupa a mesma posição em Brasil.

## Biografia
Após concluir seus estudos, ela começou sua carreira nas Nações Unidas, instalando os primeiros computadores e desenvolvendo os primeiros sistemas de computação para o Programa das Nações Unidas para o Desenvolvimento (PNUD) na Guatemala. (PNUD) em Guatemala em junho de 1985.
Ela ocupou, entre outros, os cargos de Representante Residente do PNUD em México, Coordenadora Residente em Nicarágua, Diretora Nacional do PNUD em Colômbia; Representante Residente Adjunta em Peru e em Argentina e também trabalhou na sede da Nações Unidas em Nova York. Como Diretora de País na Colômbia, no contexto do conflito armado ela acompanhou importantes acordos entre o governo de Juan Manuel Santos e os processos de negociação de paz das FARC-EP, apoiando as Comissões de Paz do Congresso da República, assessorando na formulação de políticas públicas, consultas regionais com participação maciça da sociedade civil e facilitando formalmente mesas de diálogo entre o Estado colombiano e organizações sociais, além de colaborar diretamente com o distrito de Barranquilla.
Em outubro de 2015 se retira da Nicarágua devido às acusações de Daniel Ortega de "interferência política", e o escritório do PNUD foi reduzido em 80%.
Em 2016 ela assume como Representante Residente do Programa das Nações Unidas para o Desenvolvimento (PNUD)  e Coordenadora Residente do Sistema das Nações Unidas no Chile. Atualmente, e no âmbito da Reforma das Nações Unidas, ela atua como Coordenadora do Sistema das Nações Unidas no Chile. Em 2019, sob sua liderança, foi assinado o primeiro Marco de Cooperação para Desenvolvimento Sustentável para o período 2019-2022 entre a ONU e o Governo do Chile.
Em maio de 2021 ela foi transferida para o Brasil, ocupando a mesma posição que no país anterior.
Durante sua carreira, ela liderou projetos sobre governança democrática, meio ambiente, inclusão e equidade, gestão integrada de risco e resposta a desastres, prevenção e resolução de conflitos.
Ela coordenou o trabalho de diferentes agências das Nações Unidas para apoiar os governos na geração de políticas públicas para a erradicação da pobreza e da desigualdade, tais como a proposta de planejamento nacional baseado na Agenda 2030 e as Objetivos de Desenvolvimento Sustentável.
Rucks é casada com Mario Cabrera Innella e é a mãe de uma filha e de um filho.
Rucks nasceu no Uruguai. Seus avós são europeus de origem alemã e italiana.

## Educação
Silvia Rucks é engenheira em Informática e Tecnologia da Informação pela Universidad del Valle de Guatemala; MBA pela Universidad Centroamericana José Simeón Cañas em El Salvador, e pós-graduação em Administração pela New York University.
Rucks, além do espanhol, fala inglês, italiano, português e francês.   

## Prêmios
Sob sua gestão, o PNUD Colômbia recebeu o prêmio Julia Taft Award em reconhecimento de suas realizações e contribuição a um país em situação de conflito.